# Allee-Center Essen

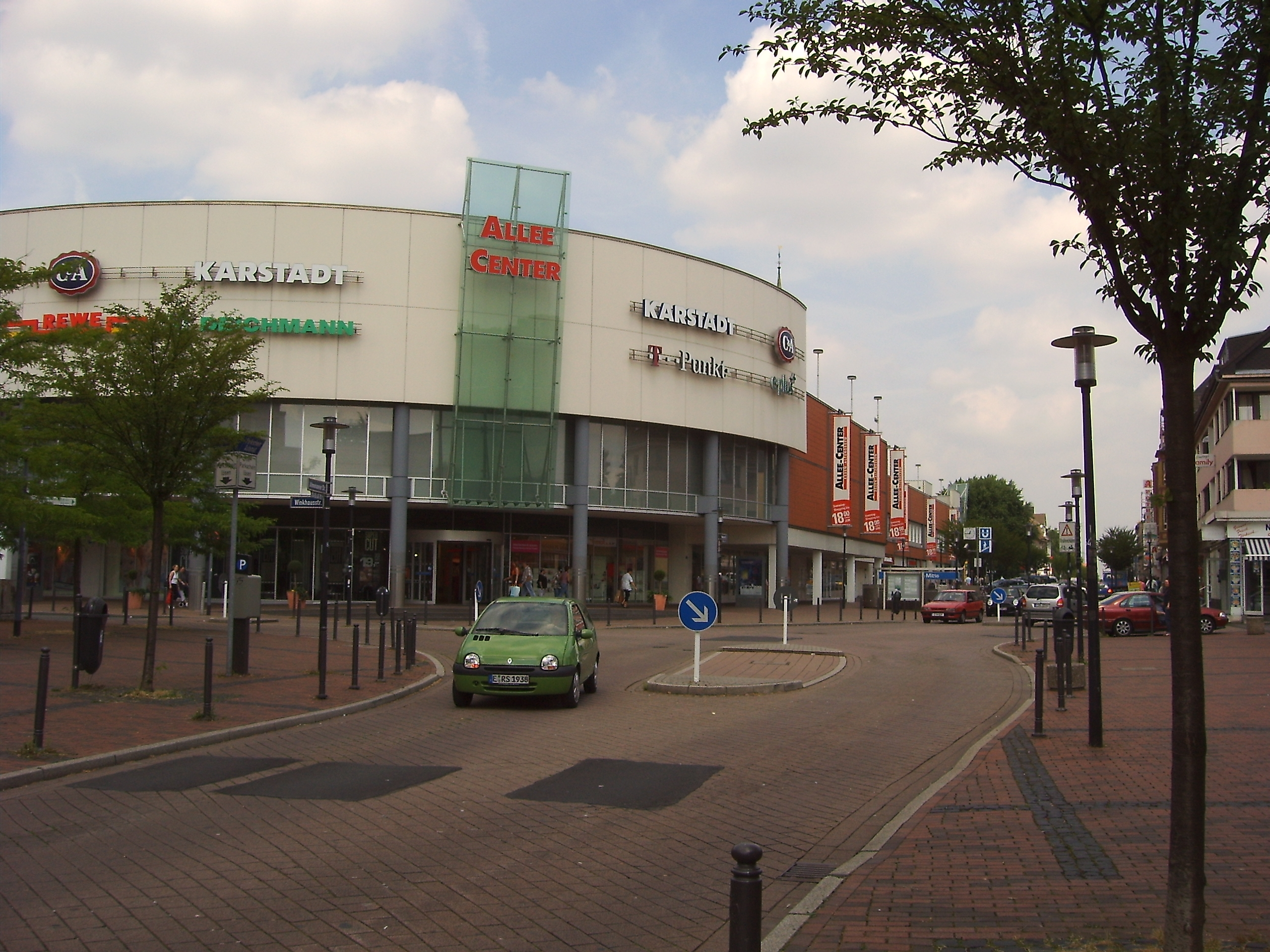
Allee-Center 2006, vor seiner letzten Erweiterung

Das Allee-Center Essen ist als Einkaufszentrum Altenessen am 2. November 1973 im Essener Stadtteil Altenessen eröffnet worden.

## Fakten und Zahlen
Das Allee-Center verfügt heute über eine Verkaufsfläche von rund 20.000 Quadratmetern. Der Branchenmix der 80 Fachgeschäfte wird vom Textilbereich dominiert, außerdem wird ein großer Teil der Verkaufsfläche von einem Warenhaus eingenommen.
Das Einkaufszentrum, in dem zurzeit rund 590 Angestellte arbeiten, zählt täglich etwa 20.250 Besucher. Der Betreiber ECE Projektmanagement GmbH mit Sitz in Hamburg geht von einem Einzugsgebiet von insgesamt 321.280 Einwohnern aus.

## Geschichte
Die Errichtung des ersten Einkaufszentrums in Essen dieser Art, mit mehr als 50 Geschäften unter einem Dach, fiel in die Zeit, als im industriell geprägten Essener Norden, zu dem Altenessen gehört, der Strukturwandel begann. Bis zum Eröffnungsjahr schlossen die letzten großen Steinkohlezechen im Stadtteil, wie die Zeche Vereinigte Helene & Amalie (1965) und die Zeche Fritz-Heinrich (1973). In der daraus resultierend wirtschaftlich schwierigen Zeit trug das Einkaufszentrum zur Bildung einer neuen Mitte in Altenessen bei.
Die erste Erweiterung des Einkaufszentrums erfolgte 1978. Zehn Jahre später wurde es modernisiert, wobei ein Glasaufzug hinzukam. 1999 wurde ein Glasdach installiert. Im Jahr 2000 erhielt das Einkaufszentrum die heutige, runde Haupteingangs-Fassade und wurde dabei von Einkaufszentrum Altenessen in Allee-Center umbenannt. Von 2010 bis Juni 2012 wurde das Einkaufszentrum für rund 28 Millionen Euro umgebaut. Grund war, dass rund 10.000 Quadratmeter Fläche des bisherigen Ankermieters Hertie frei wurden, der bereits von Karstadt übernommen worden war und sich aus dem Zentrum zurückzog. An diesem Ausbau war unter anderem das Unternehmen MBN Bau beteiligt.

## Erreichbarkeit und Infrastruktur
Das Allee-Center verfügt über 620 PKW-Parkplätze sowie über 30 Fahrradstellplätze. Mit dem öffentlichen Nahverkehr erreicht man das Einkaufszentrum mit den U-Stadtbahnlinien U11 und U17 und den Buslinien 162, 170 und 172, Haltestelle Altenessen Mitte. Außerdem ist es erreichbar über die A 42 sowie die B 224.